# 리버워크 기타큐슈

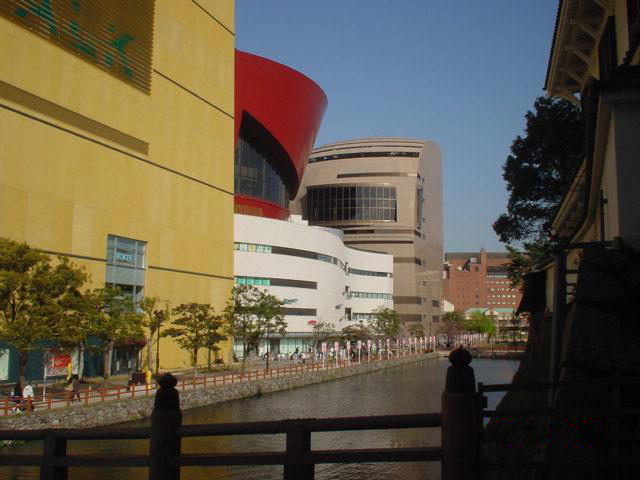
리버워크 기타큐슈 전경.

리버워크 기타큐슈(일본어: リバーウォーク北九州)는 일본 후쿠오카현 기타큐슈시 고쿠라기타구에 있는 대규모 복합 상업 문화 시설이다. 부지면적은 약 24,600m2, 총 면적은 178,000m2로 2003년 4월 12일에 개장하였다. 내부시설에는 NHK 기타큐슈 방송국이 있으며, 고쿠라성과 가까워 가장 큰 장점으로 꼽힌다.

## 같이 보기
- 캐널시티 하카타
- 난바 파크스
- 롯폰기 힐스